# Funk (webb-TV)
Funk är Tysklands onlinemedietjänst och innehållsnätverk för ARD och ZDF för ungdomar och unga vuxna mellan 14 och 29 år. ARD och ZDF är gemensamma leverantörer och lika sändare av erbjudandet. Ledningen är Südwestrundfunk (SWR). 

## Målgrupp och Koncept
funk  riktar sig till personer mellan 14 och 29 år som annars knappast eller inte alls använder TV-produktioner från public service-sändarna. Projektet är värt 45 miljoner euro (472 miljoner kr), varav två tredjedelar finansieras av ARD och en tredjedel av ZDF.
funk producerar över 70 olika, regelbundet publiceringsformat för sociala medieplattformar. Dessa spelas på sina egna kanaler eller konton. Plattformarna inkluderar YouTube, Facebook, Twitter, Instagram, TikTok, Spotify, WhatsApp och Snapchat. Allt innehåll är också tillgängligt på funk.net webbapp. 
Formaten fokuserar på information, orientering eller underhållning. Dessa inkluderar förklarande videor, rapporter, komedievideoer och skönlitterära produktioner. Dessutom distribueras vissa serier under licens och andra i den ursprungliga engelska versionen. De enskilda formaten produceras av olika privata produktionsföretag, egna produktionsföretag eller sändarna själva. 
Funk-nätverket omfattas av bestämmelserna i Interstate Broadcasting-fördraget. Detta inkluderar en fast granskning av alla format i form av diskussioner med producenterna, som äger rum minst var sjätte månad.

## Historia
SWR:s direktör, Peter Boudgoust, hade arbetat för en public service-programföretag för den unga målgruppen sedan 2011. Den 27 november 2012 uttryckte SWR önskan att fusionera EinsPlus med ZDFkultur. Den nya kanalen som kom ut ur denna sammanslagning skulle produceras gemensamt av ARD och ZDF och främst riktade till en ung publik. ZDF var försiktiga och påpekade att ett beslut av politikerna skulle vara oundvikligt. ZDF hade dock redan gjort liknande kommentarer i förväg och till exempel utesluter inte möjligheten att ZDFkultur skulle användas till förmån för en gemensam ungdomskanal. 
I det första avsnittet av Neo Magazin från 31 oktober 2013 fanns det en satirisk marknadsföringskampanj för den nya ungdomskanalen för ARD och ZDF som spelare.
Den 17 oktober 2014 i Potsdam beslutade de tyska premiärministerkonferensen i Potsdam att stoppa kanalerna EinsPlus och ZDFkultur till förmån för en ny ungdomskanal online från ARD och ZDF, som ursprungligen också skulle sändas på linjär tv. Den 3 december 2015 ratificerades bestämmelserna för det nya ungdomserbjudandet av de tyska premiärministrarna som en del av undertecknandet av det 19:e ändringsförslaget till statssändningsfördraget. Ändringsförslaget innehöll också en ny förordning om statlig fördrag om skydd av ungdomsmedia samt ytterligare ändringar av radiolicensavgiften. De statliga parlamenten har tidigare bara kunnat rösta kompakt om detta ändringsförslag, ett avslag på de nya bestämmelserna om skydd av minderåriga i media skulle också ha lett till förseningar i utbudet av ungdomstjänster och radiosändningar. I april 2016 beslutades public service tv-programföretaget för organisationen av den unga tjänsten från ARD och ZDF (Öffentlich-rechtliche Vertrag über die Veranstaltung des Jungen Angebots von ARD und ZDF) mellan de regionala programföretag som är anslutna till ARD och ZDF.
Florian Hager har varit verkställande direktör för ungdomskanalen sedan sommaren 2015. I början av december 2015 presenterade ZDF journalisten Sophie Burkhardt som representant för ungdomskanalen.
Den 15 mars 2016 gick kanalens blogg online under namnet Young Service från ARD och ZDF (Junges Angebot von ARD und ZDF).
Den 29 september 2016 tillkännagavs att den nya ungdomskanalen kommer att bära namnet Funk. Den 1 oktober 2016 startade innehållsnätverket med över 40 format.

## Mottagande och kritik
På welt.de kritiserar Christian Meier att pengarna från radiobidraget genom att placera innehållet på privata plattformar som YouTube och Instagram stöder det: ”De tjänar inga reklampengar med Funk-videor, men i slutändan drar de nytta av professionalism producerat innehåll”. Detta står i kontrast till mandatet för public service-programföretagen att också nå unga och unga vuxna med sitt innehåll, varför "public service-programföretag måste gå dit bildandet av åsikter och diskussionen om socialt relevanta ämnen äger rum", säger programchef Florian Hager i en intervju med Der Standard. Justus Haucap, professor i ekonomi från Düsseldorf och före detta ordförande för monopolkommissionen, erkänner "bakom ungdomserbjudandet [...] inget behov", eftersom det redan finns "ett mycket brett utbud av erbjudanden på YouTube och på andra håll". Leonhard Dobusch, som en representant för ZDF TV-rådets "Internet" -intresgrupp, ser också användningen av kommersiella tredjepartsplattformar kritiskt, men ser Funk som en plattform i sig som en förebild för framtida public service-sändningsprojekt: "Exemplet med ungdomstjänstens "funk"-shower vilken potential som redan är förknippad med avvikelsen från leveransreferensen. Med relativt små resurser skapas spännande experiment och innovativa format där på det kontinuerliga transportbandet. 
För videoproducenter finns det risk för skitstormar och agitation, vilket kan bli ett problem om de inte har någon erfarenhet av att hantera det. funk erbjuder därför ett "nätverk av bussar" som stöder hanteringen av hatmeddelanden. Massiv kritik och agitation från tittarna, till exempel, utsattes för Jäger & Sammler som hanterar extrema högersta ämnen, fick Civis Online Media Prize, men fick tre gånger så mycket avslag på YouTube som godkännande. Till exempel har Jäger&Sammler-redaktör Tarik Tesfu, som är svart och enligt sig själv, gay, feminist och antirasist, blivit en projektionsskärm i sociala medier för främlingsfientlighet, rasistiska, homofobiska och islamofoba trender.
På Der Spiegel kritiserar Martin U. Müller det faktum att Funk avbryter "showcase-projekt", till exempel informationsformatet "Jäger & Sammler" som produceras av Frontal21s ZDF-redaktion eller serien 100percentme, som fokuserade på ungdomar med funktionsnedsättningar.
Inga Barthels från Der Tagesspiegel ser ett "framgångsrikt projekt" i formatet Mädelsabende, som har producerats sedan 2018, och som "stöder unga kvinnor och feminism" förutom andra format.
Mädelsabende fick en Grimme online-pris. I juryns resonemang betonades formatet positivt: ”I den annars ganska ytliga Instagram-drömvärlden stimulerar det innehållskrävande berättarformatet följarna att tänka och diskutera ytterligare. Implementeringen av formatet är inte bara övertygande när det gäller innehåll utan också genom design och interaktivitet." I Die Welt kritiserar dock Hannah Lühmann flickans kvällsformat som ensidig för många Funk-format. Det är "dödligt att Funk gör motsatsen till upplysning med den skabbande ensidigheten i sina erbjudanden: det ger de som redan tror på de delar som har tuggas till punkten av total dumbing och vägrar att acceptera alla stora linjer som man kan kontroversiellt arbeta med ". Mediepapperet Altpapier överensstämde i grunden med avhandlingen om den ökande "begäran om självbekräftelse", men tvivlar på att Mädelsabende är ett väl valt exempel på denna utveckling. Han kritiserade den lurida rubriken, som gjorde bidraget i Die Welt själv till ett "självbekräftande erbjudande" och - som Jonas Jansen från FAZ tidigare hade skrivit - ett bidrag till "Kommentar Kolumnkrigare".

## Priser
- 2019 - Robert Geisendörferpris för Florian Hager och Sophie Burkhardt (programhantering funk).